# Libuše Pamětnická
Libuše Pamětnická (10. července 1920 Hněvkovice u Humpolce – 9. října 1992 Humpolec) byla česká spisovatelka, básnířka a publicistka.

## Život

### Dětství a mládí
Libuše Pamětnická se narodila 10. července 2020 Pavle Pamětnické (1895–1977) ve škole v Hněvkovicích u Humpolce, v níž prožila dětství u prarodičů, řídícího učitele Jana Mokrého (1863, 1931) a jeho choti Emilie Mokré (1867, 1952). Její otec František Pamětnický (1893–1941) byl totiž povolán v roce 1921 jako kapelník hudby finanční stráže na Podkarpatskou Rus do Mukačeva a Užhorodu, kam s ním odešla i její matka Pavla. Roční dceru zanechali u prarodičů. Po odchodu svého dědečka Jana Mokrého do důchodu žila Libuše Pamětnická v jeho domě čp. 100 v Hněvkovicích, který si postavil.
Otec Libuše Pamětnické František Pamětnický byl za účast v odboji uvězněn v koncentračním táboře Mauthausen, kde byl 9. listopadu 1944 popraven. Matka zůstala s jejími dvěma sestrami Vlastou a Eliškou v Praze. Libuše Pamětnická studovala na učitelském ústavu v Žatci, po Mnichovské dohodě dokončila studium maturitou v Praze v roce 1940. Po studiu pražského učitelského ústavu nastoupila místo ve škole Na zelené lišce v Praze 4. Období druhé světové války prožívala v Praze Nuslích u tety Boženy Mokré (1890–1984). Kromě pedagogické činnosti publikovala řadu fejetonů v Pražském ilustrovaném zpravodaji, kde v roce 1941 vyšla její povídka Holčička pod jabloní. V roce 1942 vydalo nakladatelství Zvěrokruh knihu Malá princezna, kde píše o svém životě od narození až do odchodu studia do Prahy. V roce 1943 vyšel v Pražském ilustrovaném zpravodaji její román Vysoká mříž. V září 1944 vydalo nakladatelství Šprongl její Pohádky měsíčních večerů. Kniha je uložena v Památníku národního písemnictví a v Národním archivu v Praze.

### Rodinný život
V roce 1944 se Libuše Pamětnická provdala za profesora matematiky Ladislava Badalce a 21. srpna 1946 se jim narodila dcera Ivana. Po rozvodu si ponechala Libuše Badalcová jméno za svobodna – Pamětnická a dceři Ivaně ho dala též. Vrátila se i s dcerou ke své babičce do Hněvkovic. Po její smrti se vrátila učit zpět do Prahy. Dceru Ivanu ponechala u tety Boženy Mokré v Hněvkovicích.
V šedesátých letech dvacátého století se Libuše Pamětnická po návratu do rodného domu v Hněvkovicích kromě pedagogické činnosti věnovala psaní básní a článků do místních novin: Jihočeské pravdy, jihlavské Jiskry, pelhřimovského Nástupu, Hlasu 91, Hlasu Vysočiny, Nového týdeníku z Českomoravské vysočiny. Přispívala téměř pravidelně do Humpoleckého zpravodaje Zálesí. Jako vlastivědná badatelka se věnovala sběru lokálních pověstí, studiu života a díla skladatele Vítězslava Nováka a zpracování materiálů o mykologovi Janu Bezděkovi.

## Literární tvorba

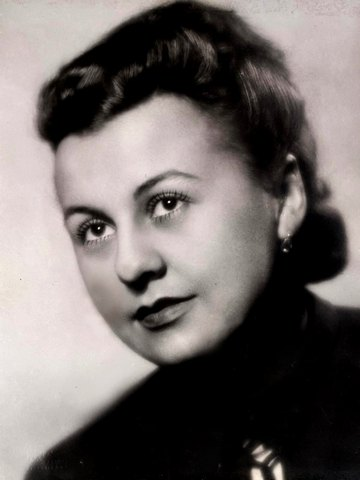
Libuše Pamětnická, portrét studentky

Velkou část své literární činnosti věnovala Libuše Pamětnická rodnému kraji pod zříceninou hradu Orlíku, kterému se pro nádherné a hluboké lesy v okolí řeky Želivky říká odedávna Zálesí. Město Humpolec dlouhodobě vydává časopis nesoucí jeho jméno Zálesí. V roce 2024 vyšel jeho 61. ročník. V osmdesátých a devadesátých letech 20. století vydal Městský úřad v Humpolci jako poděkování za to, kolik veršů věnovala ve své literární tvorbě rodnému kraji a městu samému, pět jejích básnických sbírek s ilustracemi od dcery Ivany Haslingerové: Rytmy kraje (1983), Milování (1986), Recitace k poslednímu rozloučení (1991), Planutí a zhasínání (1991) a Kalendář srdce (1992).
Přestože svůj první článek otiskla Libuše Pamětnická již v devatenácti letech v roce 1939 v pelhřimovském Týdeníku z Českomoravské vysočiny, kde v roce 1940 také publikovala svůj první román na pokračování Břízy ve větru, do povědomí čtenářů se zapsala především svojí poslední knihou pohádek Strašidla ze Zálesí. V den své náhlé smrti stačila zadat do nakladatelství U Jakuba v Pelhřimově prvních 21 pohádek, které vyšly s ilustracemi Ivany Haslingerové v roce 1992 pod názvem Strašidla ze Zálesí v nákladu 3000 kusů. Dalších 25 pohádek bylo nalezeno v její pozůstalosti. V červenci 2017 vyšlo pod záštitou Kulturní komise České republiky z.s. v nákladu 2000 kusů všech 46 pohádek jako 644. publikace Strašidla ze Zálesí pražského nakladatelství Práh.
Podle názoru odpovědného redaktora knihy prezidenta Kulturní komise České republiky z.s. Doc. Ing. Jiří Pancíře, CSc., mají pohádky velmi dobrou literární úroveň. Básnířka v nich zpracovala svou vlastní básnířskou metodou pohádky a pověsti, které v dětství slýchávala při vyprávěních vesnických žen při dračkách peří při nazelenavém světle petrolejové lampy v útulném prostředí hněvkovské školy. Díky tomu pohádky zachycují kromě strašidel i život lidí na přelomu 19. a 20. století ve vesnicích na Humpolecku a byly zařazeny mezi povinnou četbu ve škole v Humpolci.
„Přál bych si, aby kniha čtenářům pohádek „Strašidla ze Zálesí“ přinesla tolik potřebný klid v této tak hektické době 21. století. Aby se přenesli při jejím čtení do doby, kdy lesy byly plné hejkadel a bludiček, kdy v každém rybníku sídlil hastrman a na jeho hladině tančily zelenooké rusalky a stavení plná šotků a ďáblíků, prostě do doby dětství našich prababiček. Při jejím čtení se prostě pro čtenáře zastaví čas, zasní se nad zelenookými rusalkami a nalezne tolik potřebné zklidnění v současné přetechnizované době. A právě pro tuto její vlastnost, kterou se odlišuje od moderních dětských knih, nad ní přebrala Kulturní komise České republiky, z.s. záštitu," píše Jiří Pancíř v článku Libuše Pamětnická - stále živá básnířka Vysočiny věnovaném 90. narozeninám autorky knihy.
K nedožitým devadesátým narozeninám autorky uspořádala Základní umělecká škola G. Mahlera v Humpolci pod vedením profesorky Evy Moravcové výstavu jejích soch a modelů na realizaci parku s jejím pomníkem před bývalou budovou hněvkovské školy, v níž prožila rané dětství. V místní knihovně v Hněvkovicích je umístěna stálá výstava těchto dětských návrhů.

## Encyklopedie o Libuši Pamětnické
Biogramy Libuše Pamětnické jsou uvedeny v Československé biografickém slovníku 20. století I a Českém biografickém slovníku 20. století, díl II. Encyklopedista Josef Tomeš ke stému výročí narození zveřejnil 10. července 2020 v Lidových novinách článek Básnířka Vysočiny. Ve slovníku jihočeských autorů Chvály jižních Čech z roku 1976 je uvedeno že kromě lyrických veršů věnovaných rodnému kraji a rozhlasových her a fejetonů publikovala dívčí poezii Malá princezna, sbírku pohádek Pohádky měsíčních večerů a román Vysoká mříž. Časopis VÝBĚR z prací členů Historického klubu při Jihočeském muzeu v Českých Budějovicích zveřejnil k životnímu jubileu Libuše Pamětnické její medailon v rubrice Zasloužilé osobnosti. V souborné knize jihočeských autorů Chvály jižních Čech je uvedena Libuše Pamětnická na str. 239 a 253.

## Posmrtná připomínka

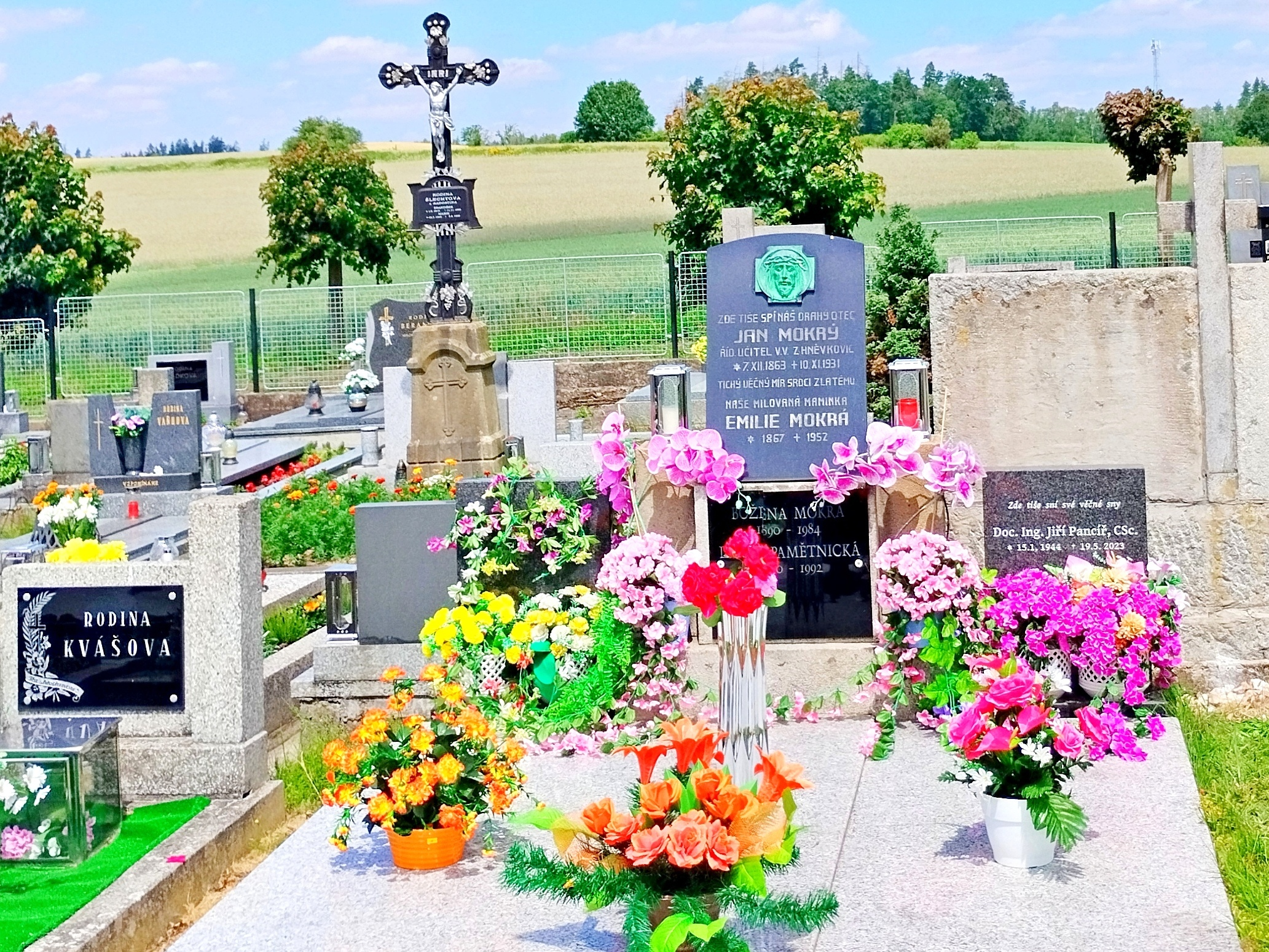
Hrob spisovatelky Libuše Pamětnické

V pozůstalosti Libuše Pamětnické bylo nalezeno sedm dosud nevydaných básnických sbírek Stříbrný chlad, Stopy a paměť míst, Reflexe, Torzo snů, Když sněží na srdce, Za okny svítí zlatý měsíc a Vyznání. Kulturní komise České republiky z.s. u příležitosti oslav 30 let své existence v roce 2024 zařadila mezi doporučované projekty přejmenování rodného domu spisovatelky na Dům strašidel ze Zálesí a ponechat ho jako kulturní památku na ní (žádost o kulturní památku projednává ministerstvo kultury a komise shání nadále sponzory na využití domku - psáno 2025).

## Politická a náboženská příslušnost
Libuše Pamětnická byla katolického vyznání a je pohřbena v rodinném hrobě v Jiřicích u Humpolce. Nebyla politicky angažovaná, i když se v médiích věnovala i této problematice. Vítala například velice vznik OF v Humpolci a změnu režimu z komunistické diktatury ke svobodě.[zdroj?]

## Díla

### Časopisové vydání
- Břízy ve větru, pelhřimovský týdeník z českomoravské vysočiny
- Vysoká mříž, pražský ilustrovaný zpravodaj

### Knižní vydání
- Malá princezna
- Pohádky měsíčních večerů
- Rytmy kraje
- Milování
- Recitace k poslednímu rozloučení
- Planutí a zhasínání
- Kalendář srdce
- Strašidla ze Zálesí, první vydání ISBN 80-900885-1-1, druhé vydání ISBN 978-80-7252-691-8

## Galerie

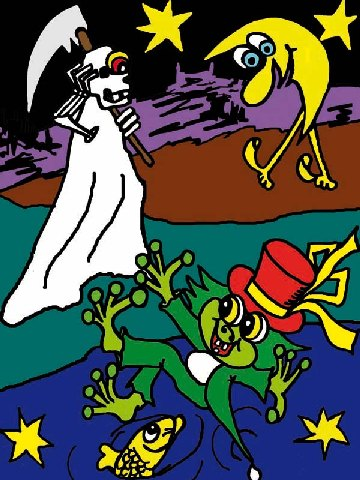
Smrt a vodník, ilustrace k pohádce „Pole při měsíčku“ v knize Strašidla ze Zálesí
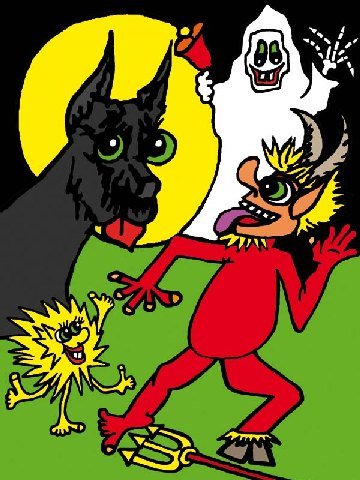
Čert a pes, ilustrace k pohádce „Cikánka od Jambora“ v knize pohádek Libuše Pamětnické Strašidla ze Zálesí
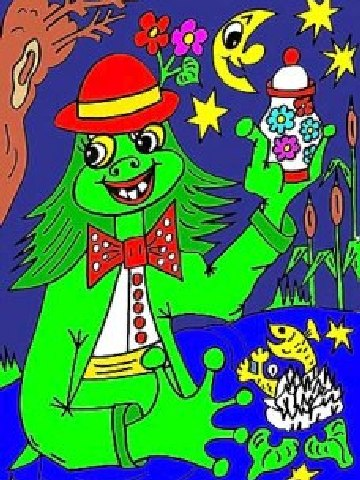
Vodník Camprlík, ilustrace k pohádce